# Life Is But a Dream
Life Is But a Dream ist ein autobiografischer Film über die Sängerin Beyoncé Knowles, welcher in Deutschland am 10. Juni 2013 einmalig in allen UCI- sowie Cinemaxxkinos aufgeführt wurde. Der Film beinhaltet eine Kombination aus professionellen Kamera-Aufnahmen und privaten Videos von Knowles.

## Inhalt
Der Film ist eine Mischung aus persönlichen Interviews, Heimvideos, Webcam-Aufnahmen und Bühnenauftritten und behandelt Knowles Ehe mit Jay-Z, ihre Fehlgeburt, die Schwangerschaft und Geburt ihrer Tochter Blue Ivy sowie ihre berufliche Trennung von ihrem Vater und Manager Matthew Knowles.

## Hintergrund
2005 stellte Knowles einen Visual Director ein, der ihr Leben filmen sollte, außerdem nutzte sie die letzten zwei Jahre für ihre Privataufnahmen ihre Laptop-Kamera.
Der Film hatte seine Erstausstrahlung in den Vereinigten Staaten am 16. Februar 2013 auf HBO und holte die besten Einschaltquoten für HBO seit 2004. Er lief vorher nicht im Kino. Im Vereinigten Königreich lief er ebenfalls direkt im Fernsehen, die Premiere war am 28. März 2013 auf BBC One. In Australien hingegen wurde der Film am 8. Mai 2013 in den dortigen Kinos aufgeführt. In Deutschland lief der Film am 10. Juni 2013 in allen UCI- und Cinemaxx-Kinos als englischsprachige Originalausgabe mit deutschen Untertiteln.
Auf Knowles aktueller Welttournee The Mrs. Carter Show World Tour zeigt sie unter anderem Ausschnitte aus diesem Film.

## Rezeption
Die Webseite Metacritic, welche unter anderem Filme nach einer geheimen Formel aus verschiedenen gewichteten Bewertungen von einschlägigen Medien bewertet, gab dem Film 56 von 100 möglichen Punkten, basierend auf 14 Bewertungen.
Die Entertainment Weekly kritisierte, dass der Film „vielmehr wie eine gekonnte Inszenierung wirke“. „Dass Beyoncé nicht nur die Hauptrolle spielt, sondern auch selbst Regie geführt und produziert hat, merke man dem Film deutlich an“, so das Magazin weiter.